# カニゼンメッキ
カニゼンメッキとは、日本カニゼン株式会社の無電解ニッケルめっきの商品名。日本国内で最初に広まった無電解ニッケルめっきがカニゼンメッキであるため、俗に、無電解ニッケルめっきのことをカニゼンメッキと呼ぶ。

## 語源
- カニゼンとはCatalytic Nickel Generationの英単語の頭文字から取った略称である。

Ka : C(K)atalytic,
Ni : Nickel,
Gen : Generation
, カニゼン＝Kanigen